# Restrepia flosculata
Restrepia flosculata, commonly called the Small-flowered Restrepia, là một loài lan có mặt từ Colombia đến tây bắc Ecuador.

## Hình ảnh

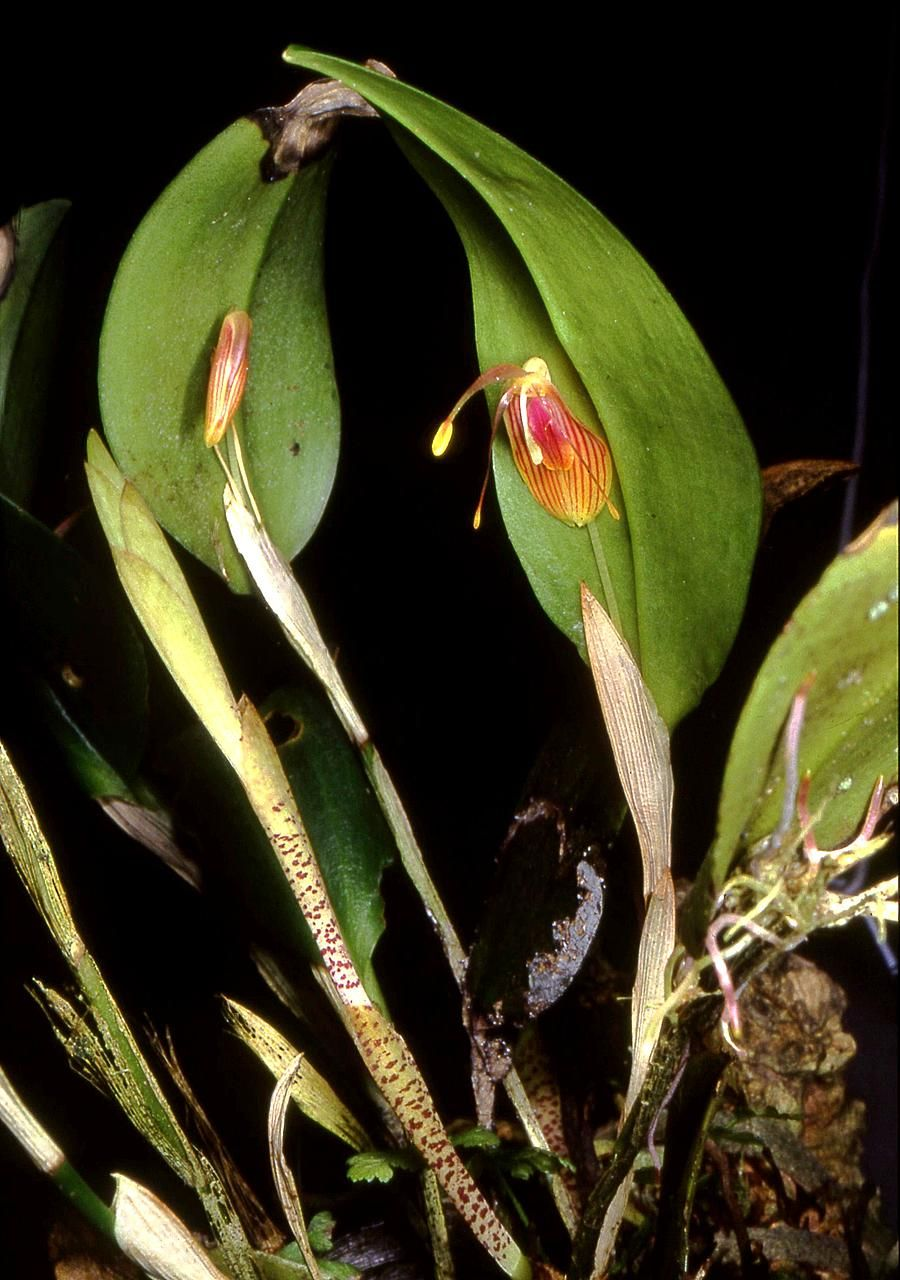
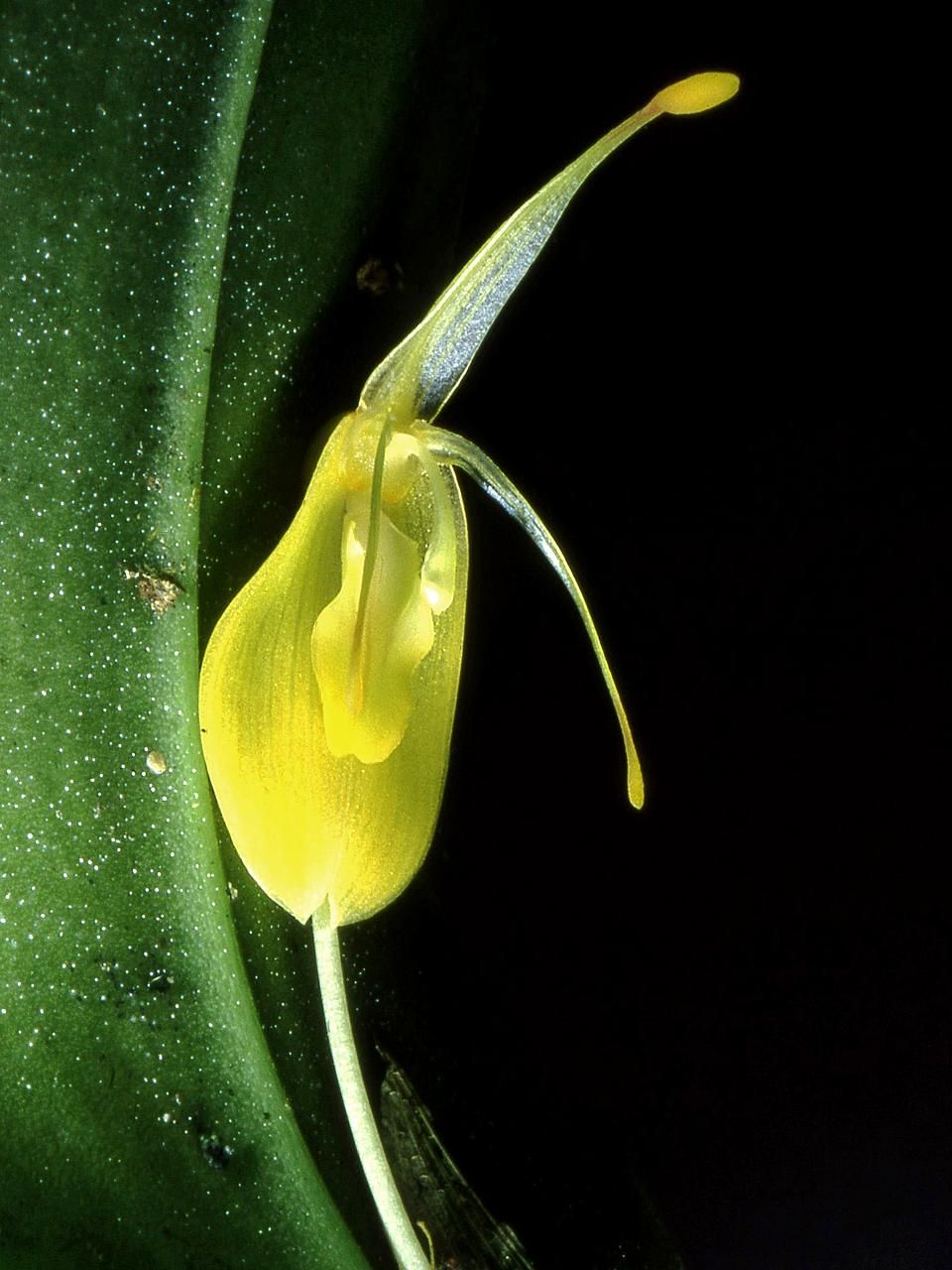

- Tư liệu liên quan tới Restrepia flosculata tại Wikimedia Commons
- Dữ liệu liên quan tới Restrepia flosculata tại Wikispecies